# Filodrillia stadialis
Filodrillia stadialis é uma espécie de gastrópode do gênero Filodrillia, pertencente à família Borsoniidae.